# Helgö-buddhan
Helgö-buddhan är en liten Buddhafigur som hittades vid utgrävningar av en handelsplats som var verksam mellan cirka 200-talet till 800-talet, det vill säga mellan folkvandringstiden till vikingatiden, på Helgö.

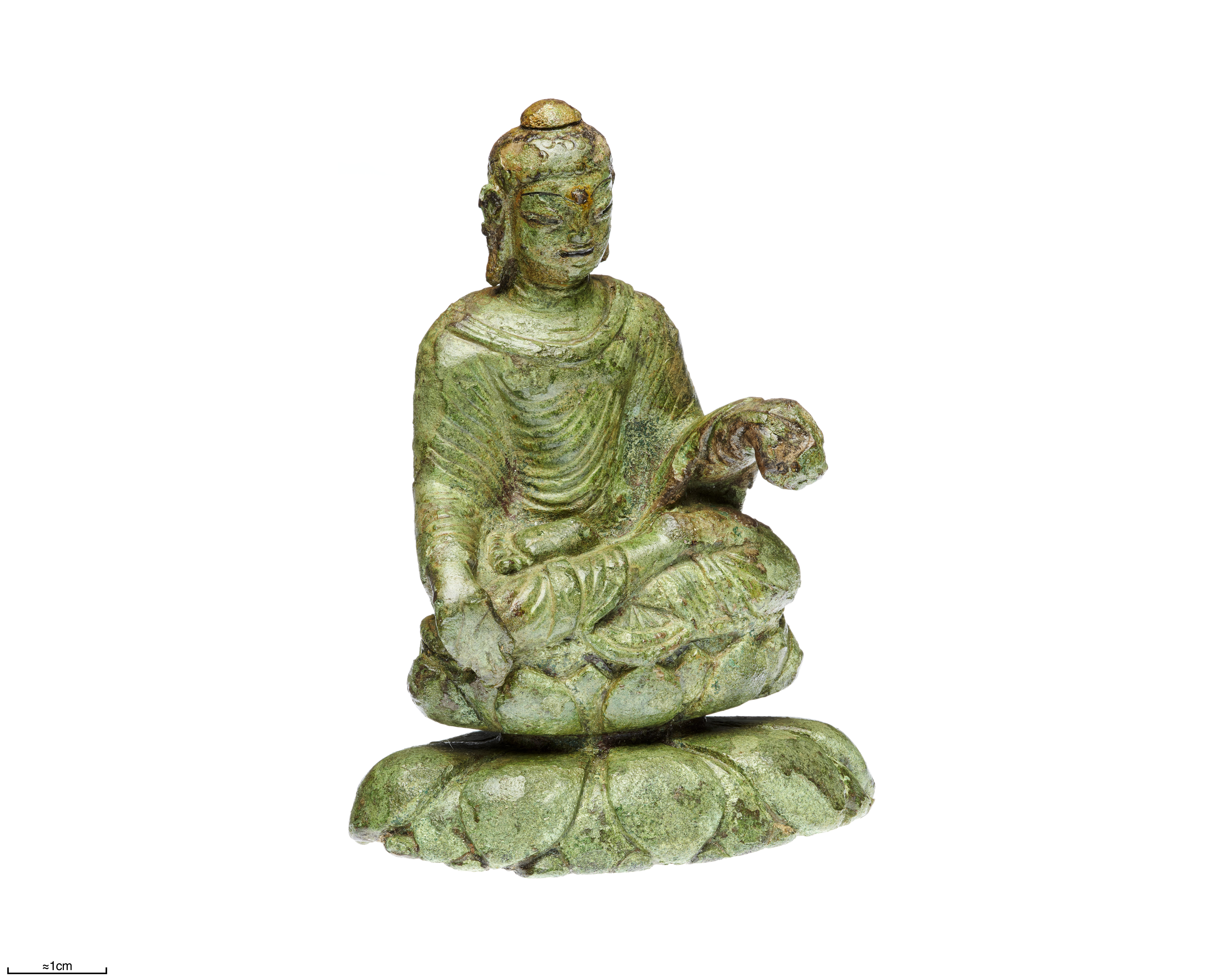
Helgö-Buddhan

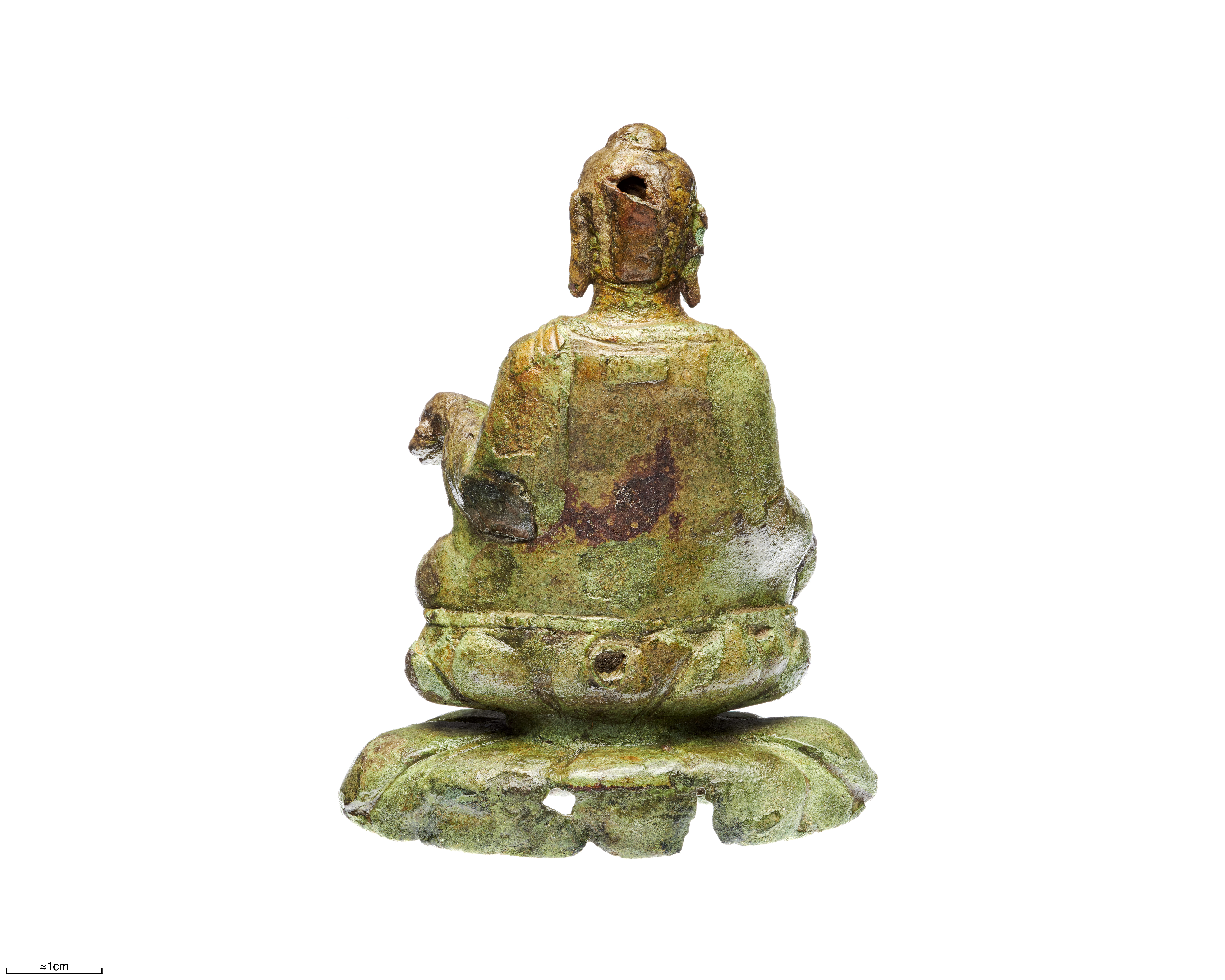

## Fyndplats
Buddhan hittades med andra fynd från folkvandringstiden i det som kallades husgrupp 2, vid utgrävningarna i juli år 1954, vilket var utgrävningarnas tredje säsong.
I omgivningen har hittats andra ovanliga fynd som annars sällan förekommer i det svenska fyndmaterialet från äldre järnålder däribland en irländsk kräkla och irländska bokbeslag, en koptisk vinskopa, romerska guldmynt, ett sällsynt frisisk sceatta-mynt samt ostbaltiska smycken. Buddhafiguren anses dock vara det mest anmärkningsvärda fyndet då det är unikt i nordisk järnålders kontext.

## Utseende och ursprung
Buddhafiguren är tillverkad av brons och är 8,4 cm hög. Den föreställer Buddha sittande på sin lotustron. I pannan finns ett kastmärke av guld, och pannan, ögonbryn och mun har försetts med mörk metall (troligen silver eller niello).
Den har ett par nithål vilket visar att den ursprungligen varit monterad på någonting. När den hittades fanns en läderrem runt halsen och högerarmen så troligen har den burits som en talisman eller amulett.
Buddhan härstammar från 500-talet och antas ha kommit till Norden via Sidenvägen. Den har då  troligen inte haft någon religiös betydelse längre, då den var ganska skadad. Tidsmässigt antas den ha kommit till Helgö under vikingatiden. Den är nordindisk, men exakt var den tillverkats är osäkert, kanske i Kashmirdalen eller Swatdalen i nuvarande Pakistan.

## Buddhan idag
Helgö-buddhan finns idag utställd på Statens historiska museum i Stockholm.